# Darkspore
Darkspore – komputerowa gra fabularna wyprodukowana przez Maxis a wydana przez Electronic Arts na komputery osobiste. Jej premiera odbyła się 26 kwietnia 2011. Serwery gry zostały wyłączone 1 marca 2016.

## Odbiór gry
Oceny przyznane przez krytyków były zróżnicowane. Średnia ocen na stronie Metacritic wyniosła 65/100 punktów. Najwyższą ocenę przyznał redaktor serwisu Game Informer – 85%, a najniższą Edge Magazine – 40%.